# Harding (cràter)
El Harding és un petit cràter lunar que es troba a en el Sinus Roris, una badia del nord-oest de l'Oceanus Procellarum. Degut a la seva localització a prop del límit de la cara visible de la Lluna, aquest cràter es veu amb un angle relativament petit des de la Terra, per la qual cosa els seus detalls només es poden veure d'una forma limitada.
Aquesta formació està bastant aïllada, la qual cosa la fa relativament fàcil de veure. El cràters més pròxims notables són el Gerard, a l'oest, i el von Braun a l'oest sud-oest. Més al nord del Harding hi ha el Cràter Dechen més petit.
La vora del cràter Harding és molt esmolada, i no és completament circular, amb prominències exteriors esveltes, i un cantó un poc angular en el sud-est. Les valls interiors s'han ensorrat, produint un anell de material voltant l'interior del seu sol. Hi a una carena esvelta en el centre.